# Melodia

Um compasso da Fuga n.º 17 de J. S. Bach em Lá bemol, BWV 862, de O Cravo Bem Temperado (Parte I), um exemplo de contraponto. As duas vozes (melodias) em cada pauta podem ser distinguidas pela direção das hastes e vigas
Voz 1
Voz 2
Voz 3
Voz 4

Uma melodia (em grego clássico: μελῳδία, melōidía, "cantando"), também tom, voz ou linha, é uma sucessão linear de tons musicais que o ouvinte percebe como uma entidade única. Em seu sentido mais literal, uma melodia é uma combinação de tom e ritmo, enquanto mais figurativamente, o termo pode incluir outros elementos musicais, como cor tonal. É o primeiro plano para o acompanhamento de fundo. Uma linha ou parte não precisa ser uma melodia de primeiro plano.
As melodias geralmente consistem em uma ou mais frases ou motivos musicais e geralmente são repetidas ao longo de uma composição em várias formas. Melodias também podem ser descritas por seu movimento melódico ou pelas alturas ou intervalos entre as alturas (predominantemente conjunta ou disjunta ou com restrições adicionais), alcance de altura, tensão e liberação, continuidade e coerência, cadência e forma.

## Função e elementos
Johann Philipp Kirnberger argumentou:

O verdadeiro objetivo da música – seu empreendimento adequado – é a melodia. Todas as partes da harmonia têm como objetivo final apenas a bela melodia. Portanto, a questão de qual é a mais significativa, melodia ou harmonia, é fútil. Sem dúvida, o meio está subordinado ao fim.— Johann Philipp Kirnberger (1771)
O compositor norueguês Marcus Paus argumentou:

A melodia é para a música o que um perfume é para os sentidos: ela revigora nossa memória. Dá face à forma e identidade e caráter ao processo e aos procedimentos. Não é apenas um assunto musical, mas uma manifestação do musicalmente subjetivo. Ele carrega e irradia personalidade com tanta clareza e pungência quanto harmonia e ritmo combinados. Como uma poderosa ferramenta de comunicação, a melodia serve não apenas como protagonista em seu próprio drama, mas como mensageira do autor para o público.— Marcus Paus (2017)
Dados os muitos e variados elementos e estilos de melodia, "muitas explicações existentes [de melodia] nos confinam a modelos estilísticos específicos, e eles são muito exclusivos." Paul Narveson afirmou em 1984 que mais de três quartos dos tópicos melódicos não haviam sido explorados completamente.
As melodias existentes na maioria das músicas europeias escritas antes do século XX, e na música popular ao longo do século XX, apresentavam "padrões de frequência fixos e facilmente discerníveis", "eventos recorrentes, muitas vezes periódicos, em todos os níveis estruturais" e "recorrência de durações e padrões de durações".
As melodias do século XX "utilizavam uma variedade maior de recursos de afinação do que era costume em qualquer outro período histórico da música ocidental". Enquanto a escala diatônica ainda era usada, a escala cromática tornou-se "amplamente empregada." Os compositores também atribuíam um papel estrutural às "dimensões qualitativas" que anteriormente eram "quase exclusivamente reservadas ao tom e ao ritmo". Kliewer afirma: "Os elementos essenciais de qualquer melodia são duração, tom e qualidade (timbre), textura e volume. Embora a mesma melodia possa ser reconhecível quando tocada com uma ampla variedade de timbres e dinâmicas, a última ainda pode ser um "elemento de ordenação linear."